# Olympische Sommerspiele 2004/Teilnehmer (Senegal)
| Gelbes Symbol für Goldmedaillen mit stilisierten Olympischen Ringen | Graues Symbol für Silbermedaillen mit stilisierten Olympischen Ringen | Braundes Symbol für Bronzemedaillen mit stilisierten Olympischen Ringen |
| ------------------------------------------------------------------- | --------------------------------------------------------------------- | ----------------------------------------------------------------------- |
| —                                                                   | —                                                                     | —                                                                       |

Senegal nahm an den Olympischen Sommerspielen 2004 in der griechischen Hauptstadt Athen mit 16 Sportlern, zehn Frauen und sechs Männern, teil.

## Teilnehmer nach Sportarten

### Fechten
- Aminata Ndong
Frauen, Degen, Einzel: DNS

- Nafi Toure
Frauen, Säbel, Einzel: Vorrunde

### Judo
- Hortense Diédhiou
Halbleichtgewicht (bis 52 kg) Frauen: 1. Runde

### Leichtathletik
- Oumar Loum
200 Meter Männer: Vorläufe

- Abdoulaye Wagne
800 Meter Männer: Vorläufe

- Ndiss Kaba Badji
Weitsprung Männer: Qualifikation

- Fatou Bintou Fall
400 Meter Frauen: Halbfinale
4-mal-400-Meter-Staffel Frauen: Vorläufe

- Amy Mbacké Thiam
400 Meter Frauen: Vorläufe

- Mame Tacko Diouf
400 Meter Hürden Frauen: Vorläufe
4-mal-400-Meter-Staffel Frauen: Vorläufe

- Kéné Ndoye
Weitsprung Frauen: Qualifikation
Dreisprung Frauen: 14. Platz

- Aminata Diouf
4-mal-400-Meter-Staffel Frauen: Vorläufe

- Aïda Diop
4-mal-400-Meter-Staffel Frauen: Vorläufe

### Ringen
- Matar Sène
Klasse bis 84 kg (Mittelgewicht) Männer: Vorrunde

### Schwimmen
- Malick Fall
100 Meter Brust Männer: Vorläufe
200 Meter Brust Männer: Vorläufe
200 Meter Freistil Männer: Vorläufe
800 Meter Freistil Männer: Vorläufe

- Khadija Ciss
200 Meter Freistil Frauen: Vorläufe
800 Meter Freistil Frauen: Vorläufe

### Tischtennis
- Mohamed Gueye
Männer, Einzel: 1. Runde